# Punarés

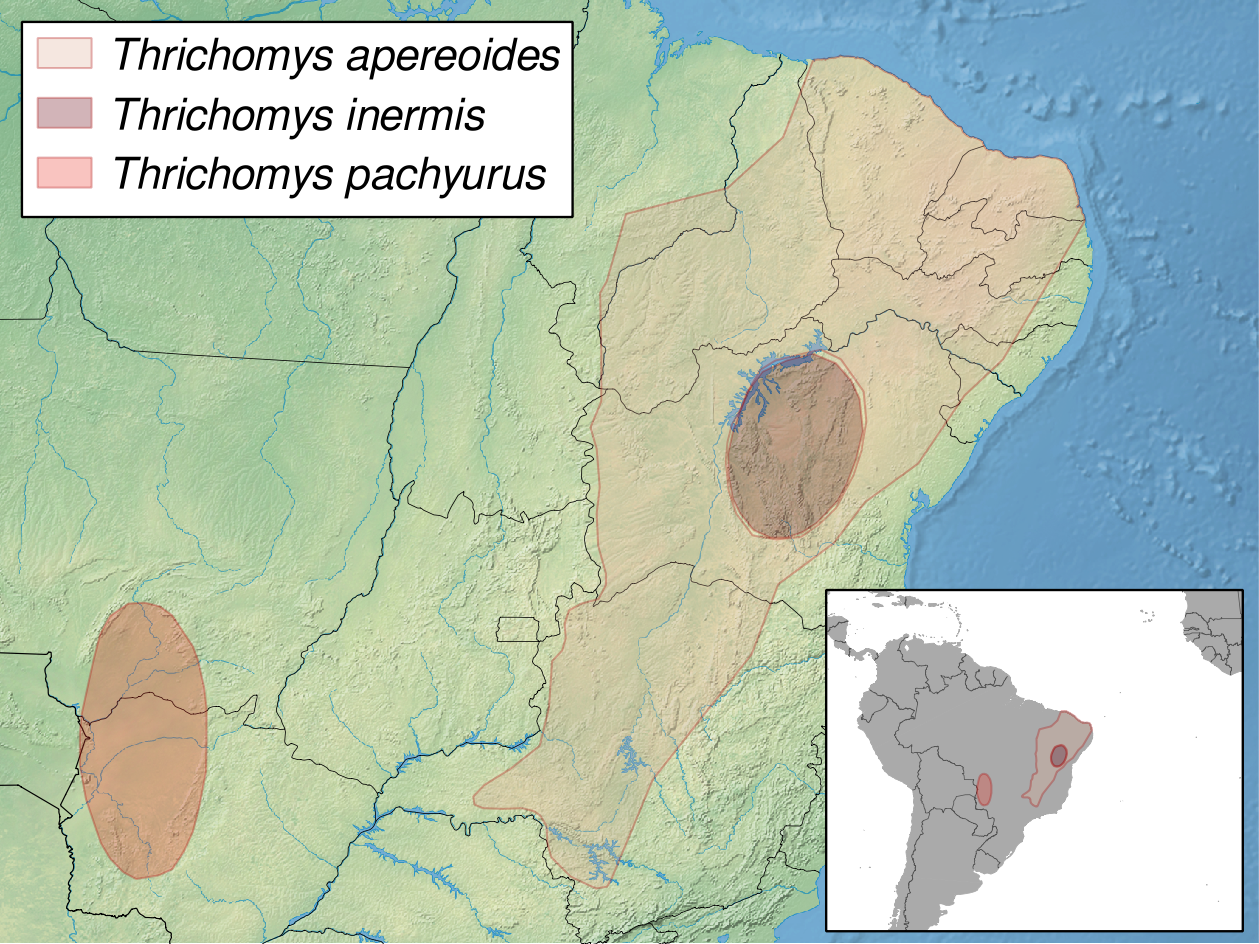
Verbreitungsgebiet der vor 2015 anerkannten Arten.

Die Punarés (Thrichomys) sind eine Nagetier-Gattung in der Familie der Stachelratten mit fünf Arten, die in Südamerika vorkommen.

## Merkmale
Die Arten besitzen, obwohl sie zu den Stachelratten gehören, ein weiches Fell. Es hat oberseits eine braune Farbe während die Unterseite hellgrau ist. Auffällig sind lange Vibrissen. Die Vertreter der Gattung erreichen eine Kopf-Rumpf-Länge von 20 bis 29 cm, eine Schwanzlänge von 18 bis 22 cm sowie ein Gewicht von 247 bis 500 g.

## Arten und Verbreitung
Folgende Arten zählen zur Gattung.
- Gemeiner Punaré (Thrichomys apereoides) kommt im Nordosten Brasiliens vor. Die Art bewohnt offene Landschaften zwischen dem Amazonasbecken und Wäldern am Atlantik.
- Hochland-Punaré (Thrichomys inermis) lebt im brasilianischen Bundesstaat Bahia.
- Laurentius-Punaré (Thrichomys laurentius) bewohnt den Nordosten Brasiliens. Sie wurde bis 2015 als Unterart von Thrichomys apereoides geführt.
- Paraguay-Punaré (Thrichomys pachyurus) ist im Norden Paraguays sowie in angrenzenden Gebieten Brasiliens verbreitet.
- Foster-Punaré (Thrichomys fosteri) kommt im südlichen Zentralbrasilien und in Paraguay vor. Sie wurde bis 2015 als Juniorsynonym von Thrichomys apereoides geführt.

## Lebensweise
Diese Nagetiere halten sich in verschiedenen Habitaten auf wie Galeriewälder, Cerrado-Savannen, Grasländer, Waldränder oder felsige Regionen. Selten werden Sümpfe besucht. Als Nest dient ein mit Heu gepolsterter Hohlraum unter Steinhaufen, zwischen Wurzeln oder in Bäumen. Die Nahrung besteht überwiegend aus Samen und Früchten von Baumwollpflanzen (Gossypium) oder von Kakteen. Labortiere konnten mit Getreide und Insekten gefüttert werden. Die Reviere unterschiedlicher Geschlechter überlappen sich.
Bei Weibchen kommen jährlich bis zu drei Würfe vor mit gewöhnlich drei und gelegentlich bis zu sechs Jungtieren. In Gefangenschaft erfolgte die Geburt der mit Fell und Sehvermögen ausgestatteten Jungen nach 95 bis 98 Tagen Trächtigkeit. Sie wurden etwa sechs Wochen gesäugt und hatten nach durchschnittlich 200 Tagen die Größe der erwachsenen Tiere erreicht. Die Geschlechtsreife traf nach sieben bis neun Monaten ein.

## Referenzliteratur
- Ronald M. Nowak: Walker's Mammals of the World. Band 2. 6. Auflage. Johns Hopkins University Press, Baltimore MD u. a. 1999, S. 1693, ISBN 0-8018-5789-9.